# Hovenring
De Hovenring is een met kabels aan een pyloon hangende fietsrotonde boven een kruising in een van de verbindingswegen tussen Eindhoven en Veldhoven.

## Geschiedenis
De noordelijke invalsweg van Eindhoven naar Veldhoven bestaat uit de Noord-Brabantlaan in Eindhoven en de Heerbaan in Veldhoven. Jarenlang lag in deze weg vlak ten noordoosten van de gemeentegrens met Veldhoven een grote rotonde, waarvan de rijbaan voldoende breed was voor drie rijstroken. Er waren bewust geen witte lijnen op het wegdek aangebracht, dit met de bedoeling de weggebruikers te stimuleren rustiger te rijden. Door veel weggebruikers werd deze constructie als onprettig ervaren.
Mede in verband met de ontwikkeling van de nabijgelegen wijk Meerhoven was uitbreiding van de capaciteit van de kruising nodig. De keuze is gevallen op een enigszins futuristische constructie ontworpen door ipv Delft. Het autoverkeer heeft een kruising met verkeerslichten, voor fietsers werd een verhoogd liggende rotonde gebouwd die met tuikabels aan een 70 meter hoge pyloon is opgehangen, dus een soort „omgekeerde berenkuil”. De aanrijhellingen voor de fietsers zijn vrij lang gemaakt, om ze niet te steil te laten zijn.
De aanleg begon medio mei 2011. De constructie werd op 30 december 2011 in gebruik gesteld. Amper een week later werd de hele kruising  gesloten, omdat er trillingen in de tuikabels ontstonden die mogelijk tot gevaarlijke situaties zouden kunnen leiden. Het herstel hiervan is door slechte weersomstandigheden sterk vertraagd. Pas op 9 juni 2012 is de kruising vrijgegeven voor het autoverkeer en op 29 juni 2012 werd de Hovenring officieel geopend. Voorafgaand aan dit laatste is hij in de nacht van 26 op 27 juni even dicht geweest omdat de trillingsdempers voor de kabels niet goed waren gemonteerd.
Tijdens de aanleg is nauw samengewerkt met de gemeente Veldhoven, onder meer omdat de benodigde wegomleggingen in Veldhoven het ingrijpendst waren.

## Naamgeving
In een soort prijsvraag heeft men de bevolking gevraagd namen voor te stellen. Ruim 200 inzenders stelden ruim 330 namen voor. Op een informatiebijeenkomst op 22 maart 2010 konden de bezoekers hun stem uitbrengen. Hieruit is met ruime meerderheid de naam Hovenring gekozen.

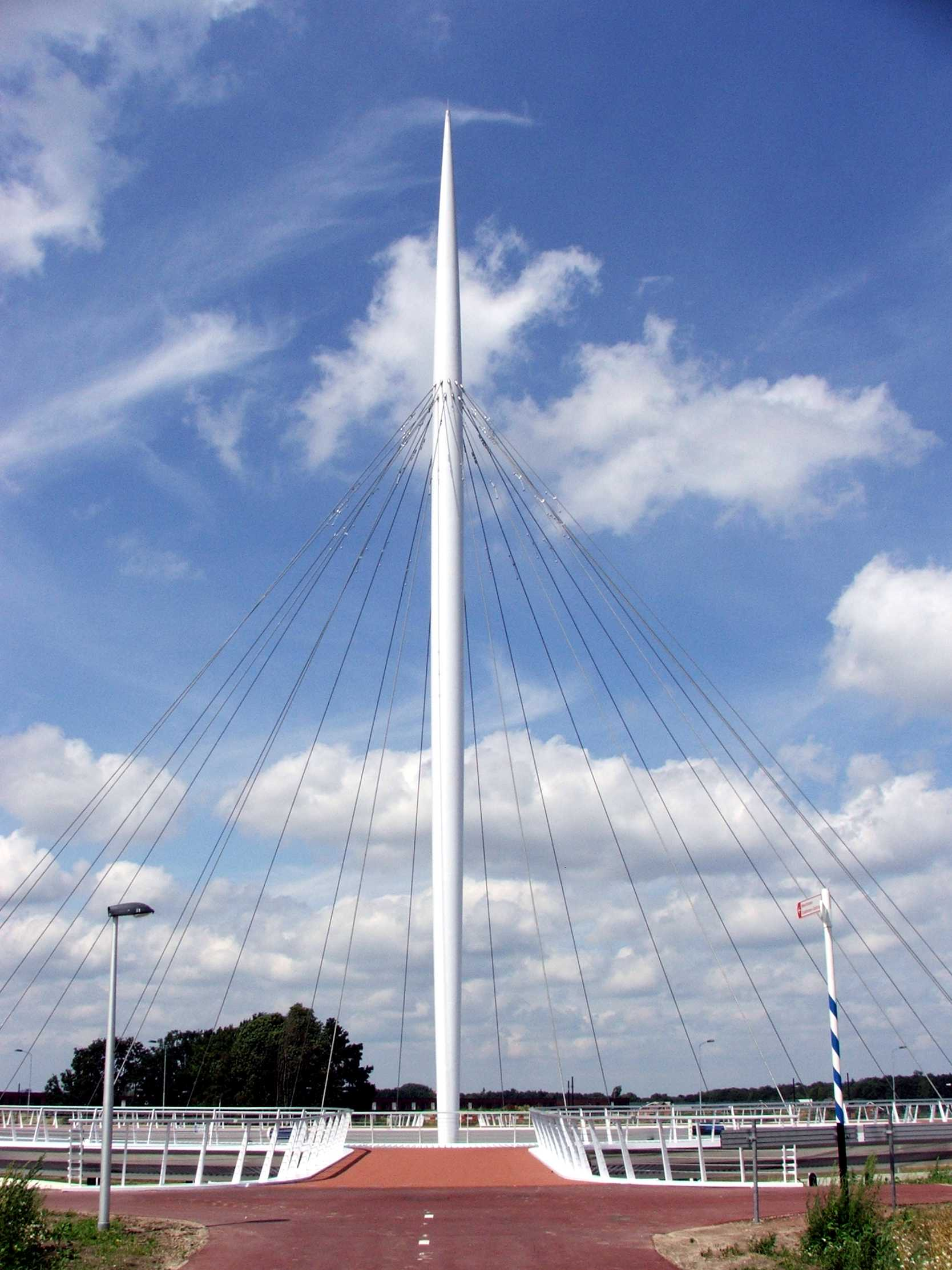
De Hovenring, gezien op fietspadniveau
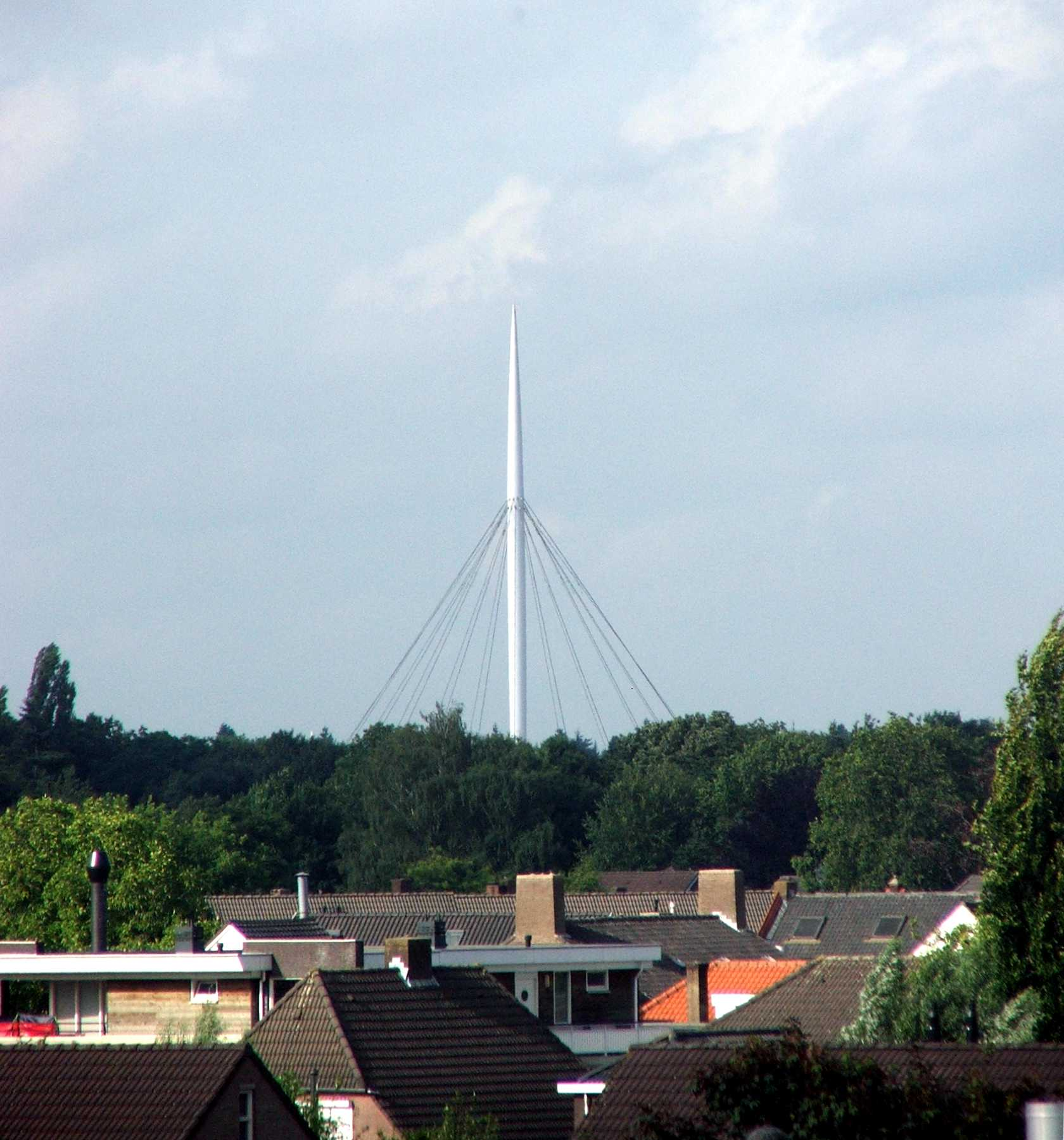
De pyloon van de Hovenring, vanuit het zuidwesten, op ca. 1,6 km